# Белбажское соляное месторождение
Белбажское соляное месторождение входит в пятерку крупнейших соляных месторождений России. В 1973 году его открыл Заслуженный геолог РСФСР, лауреат премии Мингео СССР Алексей Маркович Коломиец. Согласно данным ГКЗ Роснедра, подтвержденные запасы соли Белбажского месторождения превышают 2,5 млрд т. Белбажское месторождение каменной соли находится на территории Ковернинского района Нижегородской области, в 155 км от Нижнего Новгорода. Глубина пласта залегания соли составляет 460 м. Конечным продуктом добычи на месторождении станет поваренная соль «Экстра» с содержанием NaCl в 99,98 %. 
До 2030 года лицензия на право добычи каменной соли на территории Белбажского месторождения принадлежит группе компаний ПАО «Соль Руси». В 2015 году компания приступила к реализации проекта по освоению Белбажского соляного месторождения. Добыча каменной соли на Белбажском соляном месторождении будет осуществляться способом подземного выщелачивания соляного пласта, а производство будет осуществляться вакуумно-выпарным методом. Соляной раствор будут очищать в три этапа. Данная технология очистки позволит производить соль сорта «Экстра».